# Dorothy Shirley
Dorothy Shirley   (Manchester, 15 de maig de 1939) és una atleta anglesa ja retirada, especialista en salt d'alçada, que va competir entre finals de la dècada de 1950 i finals de la de 1960.
El 1960 va prendre part en els Jocs Olímpics d'Estiu de Roma, on guanyà la medalla de plata en la prova del salt d'alçada del programa d'atletisme. Compartí la medalla de plata amb la polonesa Jarosława Jóźwiakowska. Vuit anys més tard, als Jocs de Ciutat de Mèxic, quedà eliminada en sèries en la mateixa prova.
En el seu palmarès també destaca una medalla de bronze en el salt d'alçada al Campionat d'Europa d'atletisme de 1958 i una de plata als Jocs de l'Imperi Britànic i de la Comunitat de 1966. A nivell nacional guanyà cinc campionats nacionals a l'aire lliure (1960, 1961, 1966, 1968, 1970) i un a cobert (1965).

## Millors marques
- Salt d'alçada. 1,74 metres (1969)[1][7]